# Giro di Romandia 2025
Il Giro di Romandia 2025, settantottesima edizione della corsa, valevole come ventesima prova dell'UCI World Tour 2025 categoria 2.UWT, si svolse in cinque tappe, precedute da un cronoprologo, dal 29 aprile al 4 maggio 2025, su un percorso totale di 683,34 km, con partenza da Saint-Imier ed arrivo a Ginevra, in Svizzera. La vittoria fu appannaggio del portoghese João Almeida, il quale completò il percorso in 16h50'44", alla media di 49,927 km/h, precedendo il francese Lenny Martinez e l'australiano Jay Vine.

## Tappe
| Tappa  | Data      | Percorso                                             | km     | Vincitore di tappa | Leader cl. generale |
| ------ | --------- | ---------------------------------------------------- | ------ | ------------------ | ------------------- |
| Pr.    | 29 aprile | Saint-Imier > Saint-Imier (cronoprologo individuale) | 3,44   | Samuel Watson      | Samuel Watson       |
| 1ª     | 30 aprile | Münchenstein > Friburgo                              | 194,3  | Matthew Brennan    | Matthew Brennan     |
| 2ª     | 1° maggio | La Grande Béroche > La Grande Béroche                | 157    | Lorenzo Fortunato  | Alex Baudin         |
| 3ª     | 2 maggio  | Cossonay > Cossonay                                  | 183,1  | Jay Vine           | Alex Baudin         |
| 4ª     | 3 maggio  | Sion > Vex                                           | 128,4  | Lenny Martinez     | Lenny Martinez      |
| 5ª     | 4 maggio  | Ginevra > Ginevra (crono individuale)                | 17,1   | Remco Evenepoel    | João Almeida        |
| Totale | Totale    | Totale                                               | 683,34 |                    |                     |

## Squadre e corridori partecipanti
| N.    | Cod. | Squadra                 |
| ----- | ---- | ----------------------- |
| 1-7   | IGD  | Ineos Grenadiers        |
| 11-17 | UAD  | UAE Team Emirates XRG   |
| 21-27 | SOQ  | Soudal Quick-Step       |
| 31-37 | ADC  | Alpecin-Deceuninck      |
| 41-47 | RBH  | Red Bull-Bora-Hansgrohe |
| 51-57 | TVL  | Team Visma-Lease a Bike |
| 61-67 | JAY  | Team Jayco AlUla        |
| 71-77 | IWA  | Intermarché-Wanty       |
| 81-87 | LTK  | Lidl-Trek               |
| 91-97 | MOV  | Movistar Team           |

| N.      | Cod. | Squadra                    |
| ------- | ---- | -------------------------- |
| 101-107 | EFE  | EF Education-EasyPost      |
| 111-117 | TBV  | Bahrain Victorious         |
| 121-127 | COF  | Cofidis                    |
| 131-137 | TPP  | Team Picnic PostNL         |
| 141-147 | GFC  | Groupama-FDJ               |
| 151-157 | XAT  | XDS Astana Team            |
| 161-167 | ARK  | Arkéa-B&B Hotels           |
| 171-177 | DAT  | Decathlon AG2R La Mondiale |
| 181-187 | TUD  | Tudor Pro Cycling Team     |
| 191-197 | LOT  | Lotto                      |

## Dettagli delle tappe

### Prologo
- 29 aprile: Saint-Imier > Saint-Imier – Cronometro individuale – 3,44 km

Risultati
| Pos. | Corridore     | Squadra  | Tempo |
| ---- | ------------- | -------- | ----- |
| 1    | Samuel Watson | Ineos    | 4'33" |
| 2    | Ivo Oliveira  | UAE      | s.t.  |
| 3    | Iván Romeo    | Movistar | a 3"  |

| Pos. | Corridore     | Squadra  | Tempo |
| ---- | ------------- | -------- | ----- |
| 1    | Samuel Watson | Ineos    | 4'33" |
| 2    | Ivo Oliveira  | UAE      | s.t.  |
| 3    | Iván Romeo    | Movistar | a 3"  |

### 1ª tappa
- 30 aprile: Münchenstein > Friburgo – 194,3 km

Risultati
| Pos. | Corridore        | Squadra   | Tempo    |
| ---- | ---------------- | --------- | -------- |
| 1    | Matthew Brennan  | Visma     | 4h42'32" |
| 2    | A. Paret-Peintre | Decathlon | s.t.     |
| 3    | Artem Shmidt     | Ineos     | s.t.     |

| Pos. | Corridore       | Squadra | Tempo    |
| ---- | --------------- | ------- | -------- |
| 1    | Matthew Brennan | Visma   | 4h47'02" |
| 2    | Samuel Watson   | Ineos   | a 3"     |
| 3    | Ivo Oliveira    | UAE     | s.t.     |

### 2ª tappa
- 1° maggio: La Grande Béroche > La Grande Béroche – 157 km

Risultati
| Pos. | Corridore             | Squadra | Tempo    |
| ---- | --------------------- | ------- | -------- |
| 1    | Lorenzo Fortunato     | XDS     | 3h54'40" |
| 2    | Alex Baudin           | EF      | a 2"     |
| 3    | William Junior Lecerf | Soudal  | s.t.     |

| Pos. | Corridore             | Squadra | Tempo    |
| ---- | --------------------- | ------- | -------- |
| 1    | Alex Baudin           | EF      | 8h41'53" |
| 2    | William Junior Lecerf | Soudal  | a 5"     |
| 3    | Lennert Van Eetvelt   | Lotto   | a 6"     |

### 3ª tappa
- 2 maggio: Cossonay > Cossonay – 183,1 km

Risultati
| Pos. | Corridore      | Squadra | Tempo    |
| ---- | -------------- | ------- | -------- |
| 1    | Jay Vine       | UAE     | 4h03'35" |
| 2    | Lenny Martinez | Bahrain | a 2"     |
| 3    | João Almeida   | UAE     | s.t.     |

| Pos. | Corridore           | Squadra | Tempo     |
| ---- | ------------------- | ------- | --------- |
| 1    | Alex Baudin         | EF      | 12h45'30" |
| 2    | W. Junior Lecerf    | Soudal  | a 5"      |
| 3    | Lennert Van Eetvelt | Lotto   | a 6"      |

### 4ª tappa
- 3 maggio: Sion > Vex – 128,4 km

Risultati
| Pos. | Corridore         | Squadra | Tempo    |
| ---- | ----------------- | ------- | -------- |
| 1    | Lenny Martinez    | Bahrain | 3h43'46" |
| 2    | João Almeida      | UAE     | s.t.     |
| 3    | Lorenzo Fortunato | XDS     | a 29"    |

| Pos. | Corridore         | Squadra | Tempo     |
| ---- | ----------------- | ------- | --------- |
| 1    | Lenny Martinez    | Bahrain | 16h29'56" |
| 2    | Lorenzo Fortunato | XDS     | a 2"      |
| 3    | João Almeida      | UAE     | a 3"      |

### 5ª tappa
- 4 maggio: Ginevra > Ginevra – Cronometro individuale – 17,1 km

Risultati
| Pos. | Corridore       | Squadra | Tempo  |
| ---- | --------------- | ------- | ------ |
| 1    | Remco Evenepoel | Soudal  | 20'33" |
| 2    | João Almeida    | UAE     | a 12"  |
| 3    | Alberto Bettiol | XDS     | a 29"  |

| Pos. | Corridore      | Squadra | Tempo     |
| ---- | -------------- | ------- | --------- |
| 1    | João Almeida   | UAE     | 16h50'44" |
| 2    | Lenny Martinez | Bahrain | a 26"     |
| 3    | Jay Vine       | UAE     | a 41"     |

## Evoluzione delle classifiche
| Tappa              | Vincitore          | Classifica generale Maglia gialla | Classifica a punti Maglia arancione | Classifica scalatori Maglia azzurra | Classifica giovani Maglia bianca | Classifica a squadre  | Miglior svizzero Numero rosso | Premio combattività Numero giallo |
| ------------------ | ------------------ | --------------------------------- | ----------------------------------- | ----------------------------------- | -------------------------------- | --------------------- | ----------------------------- | --------------------------------- |
| Prol.              | Samuel Watson      | Samuel Watson                     | Samuel Watson                       | non assegnata                       | Samuel Watson                    | UAE Team Emirates XRG | Stefan Bissegger              | non assegnato                     |
| 1ª                 | Matthew Brennan    | Matthew Brennan                   | Matthew Brennan                     | Ben Zwiehoff                        | Matthew Brennan                  | UAE Team Emirates XRG | Stefan Küng                   | Gerben Kuypers                    |
| 2ª                 | Lorenzo Fortunato  | Alex Baudin                       | Matthew Brennan                     | Ben Zwiehoff                        | Alex Baudin                      | XDS Astana Team       | Stefan Küng                   | Juan Pedro López                  |
| 3ª                 | Jay Vine           | Alex Baudin                       | Jay Vine                            | Ben Zwiehoff                        | Alex Baudin                      | XDS Astana Team       | Roland Thalmann               | Stefan Küng                       |
| 4ª                 | Lenny Martinez     | Lenny Martinez                    | Jay Vine                            | Ben Zwiehoff                        | Lenny Martinez                   | XDS Astana Team       | Roland Thalmann               | Louis Barré                       |
| 5ª                 | Remco Evenepoel    | João Almeida                      | Jay Vine                            | Ben Zwiehoff                        | Lenny Martinez                   | UAE Team Emirates XRG | Stefan Küng                   | non assegnato                     |
| Classifiche finali | Classifiche finali | João Almeida                      | Jay Vine                            | Ben Zwiehoff                        | Lenny Martinez                   | UAE Team Emirates XRG | Roland Thalmann               | Remco Evenepoel                   |

Maglie indossate da altri ciclisti in caso di due o più maglie vinte
- Nella 1ª tappa Ivo Oliveira ha indossato la maglia arancione al posto di Samuel Watson e Remco Evenepoel ha indossato quella bianca al posto di Samuel Watson.
- Nella 2ª tappa Samuel Watson ha indossato la maglia arancione al posto di Matthew Brennan e Artem Shmidt ha indossato quella bianca al posto di Matthew Brennan.
- Nella 3ª e 4ª tappa William Junior Lecerf ha indossato la maglia bianca al posto di Alex Baudin.
- Nella 5ª tappa William Junior Lecerf ha indossato la maglia bianca al posto di Lenny Martinez.

## Classifiche finali

### Classifica generale - Maglia gialla
| Pos. | Corridore         | Squadra  | Tempo     |
| ---- | ----------------- | -------- | --------- |
| 1    | João Almeida      | UAE      | 16h50'44" |
| 2    | Lenny Martinez    | Bahrain  | a 26"     |
| 3    | Jay Vine          | UAE      | a 41"     |
| 4    | Lorenzo Fortunato | XDS      | a 1'22"   |
| 5    | Remco Evenepoel   | Soudal   | a 1'26"   |
| 6    | Carlos Rodríguez  | Ineos    | a 1'31"   |
| 7    | Juan Pedro López  | Lidl     | a 2'05"   |
| 8    | W. Junior Lecerf  | Soudal   | a 2'16"   |
| 9    | Mathys Rondel     | Tudor    | a 2'43"   |
| 10   | Javier Romo       | Movistar | a 2'58"   |

### Classifica a punti - Maglia arancione
| Pos. | Corridore         | Squadra | Punti |
| ---- | ----------------- | ------- | ----- |
| 1    | Jay Vine          | UAE     | 97    |
| 2    | João Almeida      | UAE     | 81    |
| 3    | Remco Evenepoel   | Soudal  | 73    |
| 4    | Lorenzo Fortunato | XDS     | 72    |
| 5    | Lenny Martinez    | Bahrain | 68    |

### Classifica scalatori - Maglia azzurra
| Pos. | Corridore      | Squadra     | Punti |
| ---- | -------------- | ----------- | ----- |
| 1    | Ben Zwiehoff   | Red Bull    | 87    |
| 2    | Julien Bernard | Lidl        | 35    |
| 3    | Stefan Küng    | Groupama    | 25    |
| 4    | Hugh Carthy    | EF          | 23    |
| 5    | Gerben Kuypers | Intermarché | 20    |

### Classifica giovani - Maglia bianca
| Pos. | Corridore        | Squadra | Tempo     |
| ---- | ---------------- | ------- | --------- |
| 1    | Lenny Martinez   | Bahrain | 16h51'10" |
| 2    | Remco Evenepoel  | Soudal  | a 1'00"   |
| 3    | Carlos Rodríguez | Ineos   | a 1'05"   |
| 4    | W. Junior Lecerf | Soudal  | a 1'50"   |
| 5    | Mathys Rondel    | Tudor   | a 2'17"   |

### Classifica a squadre
| Pos. | Squadra                         | Tempo     |
| ---- | ------------------------------- | --------- |
| 1    | UAE Team Emirates XRG           | 50h39'18" |
| 2    | XDS Astana Team                 | a 13"     |
| 3    | Decathlon AG2R La Mondiale Team | a 10'38"  |
| 4    | Lidl-Trek                       | a 13'54"  |
| 5    | Ineos Grenadiers                | a 14'52"  |